# Ivan Holý
Ivan Holý (1. února 1913 Brno – ????) byl český a československý politik Komunistické strany Československa, poválečný ředitel bývalých Baťových závodů ve Zlíně a poslanec Ústavodárného Národního shromáždění a Národního shromáždění ČSR. V 50. letech souzen pro kolaboraci s nacisty a vězněn.

## Biografie
Za první republiky vystudoval české reformní reálné gymnázium v Brně-Králově Poli a právnickou fakultu Masarykovy univerzity v Brně. Působil jako právník u okresního soudu. Později působil v nakladatelství Barvič a Novotný. Za okupace ho vyšetřovalo gestapo. Odešel do Zlína a zapojil se do komunistického odboje.
Po roce 1945 se ve Zlíně podílel na znárodňování firmy Baťa a dočasně působil jako její ředitel (národní správce). Působil jako náměstek ministra lehkého průmyslu.
V parlamentních volbách v roce 1946 byl zvolen poslancem Ústavodárného Národního shromáždění za KSČ. V parlamentu setrval do konce funkčního období, tedy do voleb do Národního shromáždění roku 1948, v nichž byl zvolen do Národního shromáždění za KSČ ve volebním kraji Zlín. Mandát si podržel do května 1951, kdy na poslanecký post rezignoval. Jeho místo pak zaujala Jarmila Taussigová-Potůčková.
V 50. letech jeho politická kariéra skončila. V roce 1951 byl zatčen, obžalován a souzen ve veřejně přenášeném procesu. Byl obviněn z kolaborace s nacisty, udávání odbojářů a odsouzen na 11 let. Podle jiného zdroje byl odsouzen na 18 let. Trest byl po revizi snížen na 7 let. Uváděno též, že odsouzen byl až v roce 1954 v procesu se členy skupiny národohospodářů.